# Nada Savič
Nada Savič, slovenska kegljavka, * 15. marec 1987.
Igra pri kegljaškem klubu Celju. Leta 2008 je z Mariem Čulibrk osvojila naslov svetovne kegljaške prvakinje v tekmovanju mešanih dvojic.